# Ligament pectiné
Le ligament pectiné (ou ligament de Cooper ou ligament pubien) est un cordon fibreux du canal inguinal.

## Structure
Le ligament pectiné est tendu sur le pecten du pubis entre le tubercule pubien et l'éminence iliopubienne.
Il se connecte au muscle droit de l'abdomen et au muscle oblique interne de l'abdomen.
Il est formé par l'adhérence entre le fascia du muscle pectiné, le ligament lacunaire, le ligament inguinal réfléchi, le fascia transversalis et l'adminiculum de la ligne blanche.
Il forme le bord postérieur de l'anneau fémoral.

## Aspect clinique
Le ligament pectiné est utilisé en chirurgie pour la réparation des hernies inguinales en suturant ce ligament pour renforcer la paroi postérieure de l'aine.